# Światowe Zgromadzenie Zdrowia
Światowe Zgromadzenie Zdrowia (ang. World Health Assembly) – najwyższy organ decyzyjny Światowej Organizacji Zdrowia (WHO), ustalający jej politykę zdrowotną, w skład którego wchodzą reprezentanci krajów członkowskich. W 2020 roku odbyło się 73. Zgromadzenie.

## Zadania
Głównymi zadaniami Światowego Zgromadzenia Zdrowia są: ustalanie polityki zdrowotnej, powoływanie dyrektora generalnego, nadzór nad  polityką finansową oraz analiza i zatwierdzenie proponowanego budżetu.

## Zasady działania
Zasady działania są określone w dokumencie Zasady Procedury Światowego Zgromadzenia Zdrowia (ang. Rules of Procedure of the World Health Assembly). Agenda sesji każdorazowo jest przygotowywana przez Komitet Generalny, w którego skład wchodzi 25 członków – Dyrektor Generalny, przewodniczący podkomitetów oraz delegaci wybrani podczas poprzedniego Zgromadzenia.

## Członkowie i obserwatorzy
Światowe Zgromadzenie Zdrowia zbiera się co najmniej jeden raz do roku w Genewie. W Światowym Zgromadzeniu Zdrowia bierze udział co najwyżej trzech delegatów z każdego kraju członkowskiego Światowej Organizacji Zdrowia, którym mogą towarzyszyć zastępcy oraz doradcy. Delegacji przewodniczy główny delegat wyznaczany przez dane państwo członkowskie. Delegaci powinni mieć wysokie kwalifikacje w dziedzinie zdrowia publicznego i reprezentować administrację zdrowia kraju członkowskiego. Podczas pierwszej sesji udział wzięli przedstawiciele 53 państw (z 55 członków), liczba członków w 2020 roku wynosiła 194 kraje. W 2020 w Światowym Zgromadzeniu Zdrowia jako status obserwatorów mieli Autonomia Palestyńska zgodnie z rezolucją Światowego Zgromadzenia Zdrowia (WHA53.13) i Stolica Apostolska jako państwo nie będące członkiem Organizacji Narodów Zjednoczonych, a także sześć organizacji międzynarodowych: Globalny Sojusz na rzecz Szczepionek i Szczepień, Zakon Maltański, Międzynarodowy Komitet Czerwonego Krzyża, Międzynarodowy Ruch Czerwonego Krzyża i Czerwonego Półksiężyca, Unia Międzyparlamentarna oraz Globalny Fundusz na rzecz Walki z AIDS, Gruźlicą i Malarią. W 2019 roku udział jako obserwator miała wziąć Republika Chińska jako Chińskie Tajpej po raz pierwszy od 1972 roku.

## Ważne rezolucje
Zasady polityki międzynarodowej przyjęte poprzez rezolucje Światowego Zgromadzenia Zdrowia:
- Międzynarodowe Przepisy Zdrowotne (1969)
- Międzynarodowy kodeks marketingu produktów zastępujących mleko kobiece (1981)
- Konwencja WHO dla ograniczenia zdrowotnych następstw palenia tytoniu (2003)
- Globalny Kodeks Postępowania WHO w sprawie Międzynarodowej Rekrutacji Personelu Medycznego (2010)